# Кнут (король Йорка)
Кнут (др.-сканд. Knútr, лат. Cnvt) — король Йорка. Датировка монет, чеканившихся от его имени, позволяет предположить, что он правил в 900—905 годах, после Сигфрита.

## Личность
Трудно установить биографию Кнута, поскольку он не упоминается ни в одном источнике современников. Историк Альфред Смит предположил, что Кнут может быть одним лицом с Кнутом, который упоминается в норвежских сагах тринадцатого и четырнадцатого веков. Согласно сагам этот Кнут являлся датским королём Нортумбрии. Также было высказано предположение, что Кнут может быть другим именем Гутфрита I, правителя Нортумбрии в 883—895 годах, чьих монет не было найдено. Ещё одно предложение, выдвинутое Д. Кэнноном и А. Харгривс, состоит в том, что Кнут и Сигфрит являются одним человеком.

## Куэрдельский клад
В 1840 году в Куэрделе, Ланкашир, был найден клад из более чем восьми тысяч предметов (известный как Куэрдельский клад), в том числе 3000 серебряных монумбрийских монет с надписью CNVT REX (король Кнут). Это свидетельствует о существовании неизвестного ранее короля викингов в Нортумбрии. На оборотах этих монет чеканились несколько разных надписей, в том числе надпись ELFRED REX (король Альфред), указывающая, что Кнут, должно быть, был современником Альфреда Великого. Имя другого неизвестного ранее короля, Сигфрита, также появляется на монетах, найденных в Куэрдельском кладе. Датировка монет указывает на то, что Кнут правил после Сигфрита, примерно в 900—905 годах, а Сигфрит в свою очередь правил до него примерно в 895—900 годах. Имена Кнута и Сигфрида появляются вместе на некоторых монетах, что даёт возможность предположить, что они были соправителями в течение некоторого времени.